# Yuxarı Axtaçı
Yuxarı Axtaçı è un comune dell'Azerbaigian situato nel distretto di Sabirabad. Conta una popolazione di 930 abitanti.